# Hallstatt
Hallstatt (UK: /ˈhælstæt, ˈhælʃtæt/ HAL-s(h)tat, US: /ˈhɔːlstæt, ˈhɔːlstɑːt, ˈhɑːlstɑːt, ˈhɑːlʃtɑːt/ HAWL-sta(h)t, HAHL-s(h)taht, tiếng Đức: [ˈhalʃtat] ⓘ) là một thị trấn nhỏ nằm ở Gmunden, Oberösterreich, Áo. Thị trấn này nằm ở phía tây nam của hồ Hallstätter và sườn dốc của ngọn núi Hoher Dachstein (thuộc dãy Anpơ) thuộc vùng Salzkammergut, trên quốc lộ nối Salzburg và Graz.
Hallstatt được biết đến với ngành sản xuất muối có từ thời tiền sử và được lấy tên đặt cho Văn hóa Hallstatt, một nền văn hóa thường liên quan đến các dân tộc Celt, Proto-Celtic và các dân tộc tiền Illyria thời kỳ đồ sắt sớm ở châu Âu khoảng năm 800–450 TCN. Vùng lõi của nó là Hallstatt–Dachstein/cảnh quan văn hóa Salzkammergut được UNESCO công nhận là Di sản Thế giới từ năm 1997. Bởi cảnh quan tuyệt vời mà ngôi làng là một điểm du lịch lúc nào cũng trong tình trạng quá tải.

## Lịch sử
Năm 1846, Johann Georg Ramsauer phát hiện ra một nghĩa trang lớn thời tiền sử tại mỏ Salzberg gần Hallstatt, nơi mà ông đã khai quật trong nửa sau của thế kỷ 19. Cuộc khai quật đã phát hiện ra 1.045 ngôi mộ, mặc dù vẫn chưa tìm thấy dấu vết của một khu định cư nào. Đây có thể dấu tích ban đầu của ngôi làng sau này, từ lâu đã chiếm toàn bộ dải hẹp giữa sườn đồi dốc và hồ nước.
Khoảng 1.300 địa điểm chôn cất đã được tìm thấy, bao gồm khoảng 2.000 địa điểm là mộ cá nhân, với phụ nữ và trẻ em nhưng ít trẻ sơ sinh.:26 Cũng không có nơi chôn cất riêng tư nào, điều thường thấy gần các khu định cư lớn. Thay vào đó, có một số lượng lớn đồ chôn cất khác nhau, đáng kể về số lượng và mức độ phong phú các loại, nhưng đa số vật dụng chỉ cho thấy trên mức đủ sống.
Cộng đồng tại Hallstatt khai thác các mỏ muối trong khu vực từ thời đại đồ đá mới, thế kỷ 8 đến thế kỷ 5 trước Công nguyên. Phong cách và cách trang trí của các đồ vật trong mộ được tìm thấy trong nghĩa trang rất đặc biệt, và các đồ tạo tác được làm theo phong cách này phổ biến ở châu Âu. Trong quá trình hoạt động của mỏ, muối đã bảo tồn nhiều vật liệu hữu cơ như vải sợi, gỗ và da, cùng nhiều đồ tạo tác bị bỏ lại như giày, mảnh vải và các công cụ bao gồm ba lô của thợ mỏ, vẫn tồn tại trong tình trạng tốt.:88
Các cuộc tìm kiếm tại Hallstatt kéo dài từ khoảng năm 1200 trước Công nguyên cho đến khoảng năm 500 trước Công nguyên, và được các nhà khảo cổ học chia thành bốn giai đoạn. Hallstatt A – B là một phần của văn hóa Urnfield thời đại đồ đồng. Giai đoạn A chứng kiến ảnh hưởng của văn hóa Villanova. Vào thời kỳ này, người dân được hỏa táng và chôn cất trong những ngôi mộ đơn sơ. Trong giai đoạn B, hình thức chôn cất theo những nấm mồ (Barrow hoặc Kurgan) trở nên phổ biến, và hỏa táng chiếm ưu thế. Người ta biết rất ít về thời kỳ này, trong đó các yếu tố Celt điển hình vẫn chưa rõ ràng với nền văn hóa Villanova trước đó. "Thời kỳ Hallstatt" chỉ giới hạn ở Hallstatt C - D từ thế kỷ thứ 8 đến thế kỷ thứ 5 trước Công nguyên, tương ứng với thời kỳ đầu của thời đại đồ sắt. Hallstatt nằm trong khu vực giao nhau giữa khu vực phía tây và phía đông của văn hóa Hallstatt, điều này được phản ánh qua các phát hiện từ thời kỳ đó. Hallstatt C đặc trưng bởi sự xuất hiện lần đầu tiên của những thanh kiếm bằng sắt xen lẫn giữa những thanh kiếm bằng đồng. Địa táng và hỏa táng đồng thời diễn ra. Đối với giai đoạn Hallstatt D, những con dao găm được tìm thấy trong các ngôi mộ ở khu vực phía tây, từ năm 600–500 trước Công nguyên.:40 Hallstatt D là sự kế tục bởi văn hóa La Tène.  Đồ gốm và trâm cài cũng có sự khác biệt. Halstatt D đã được chia thành các giai đoạn phụ từ từ D1 đến D3, chỉ liên quan đến khu vực phía tây, và chủ yếu dựa trên hình thức của cây trâm.:40
Các hoạt động chính tại địa điểm dường như đã kết thúc vào khoảng 500 năm trước Công nguyên, vì những lý do không rõ ràng. Nhiều ngôi mộ ở Hallstatt đã bị cướp bóc, có lẽ là vào thời điểm này. Đã có sự gián đoạn trên diện rộng khắp khu vực phía tây Hallstatt, và hoạt động sản xuất muối sau đó đã trở nên rất bí ẩn.:48–49 Đến lúc đó, trung tâm khai thác muối chính đã chuyển sang Mỏ muối Hallein cách đó không xa, với những ngôi mộ ở Dürrnberg gần đó, nơi có những phát hiện quan trọng từ cuối thời kỳ Hallstatt và đầu thời kỳ La Tène.
Phần lớn tài liệu từ các cuộc khai quật ban đầu đã bị phân tán,:26 và hiện nằm trong nhiều bộ sưu tập khác nhau, đặc biệt là các bảo tàng của Đức và Áo, nhưng lớn nhất là bộ sưu tập các hiện vật trưng bày ở bảo tàng Hallstatt.

## Thành phố kết nghĩa
Hallstatt kết nghĩa với các thành phố:
- Huệ Châu, Trung Quốc[8]

## Nhân vật nổi tiếng

### Sinh ra tại Hallstatt
- Matthias Bernegger (1582–1640), nhà ngữ văn người Đức, nhà thiên văn học, giáo sư đại học và nhà văn viết các tác phẩm tiếng Latinh
- Beda Seeauer (1716–1785), Tu viện trưởng Tu viện Thánh Phêrô ở Salzburg từ 1753–1785
- Johann Georg Ramsauer (1795–1874), nhân viên khai thác mỏ và người phát hiện ra khu chôn cất thời kỳ đồ sắt
- Franz Roth (1837–1913), thợ mỏ và nhà sưu tập hóa thạch người Áo
- Gottlieb Roth (1869–1969), thợ mỏ và nhà sưu tập hóa thạch người Áo, con trai của Franz Roth
- Josef Wesenauer (1872–1959), thành viên của Nghị viện Thượng Áo từ năm 1919 đến 1931
- Wilhelm Lahnsteiner (1890–1962), thẩm phán và thành viên của Tòa án Hiến pháp Áo
- Rainer Wimmer (1955-), thành viên Hạ viện Quốc gia Áo
- Herbert Thalhammer (1955-), thành viên của Nghị viện Vorarlberg  từ năm 1987 đến 1989
- Günther Madlberger (1979-), nhà báo và người dẫn chương trình phát thanh người Áo

### Có liên quan đến Hallstatt
- Thomas Seeauer (khoảng 1485 – khoảng 1586), chủ khu rừng Hoàng gia ở Hallstatt
- Georg Franz von Sumating (1659–1721), người sáng lập nhà thờ Kalvary ở Hallstatt
- Friedrich Simony (1813–1896), nhà địa lý và nhà nghiên cứu núi cao
- Eduard Swoboda (1814–1902),  họa sĩ thể loại tranh chân dung và lịch sử người Áo; mất ở Hallstatt
- Albert Berg (1825–1884), họa sĩ phong cảnh người Đức và giám đốc bảo tàng; mất ở Hallstatt
- Johann von Chlumecký (1834–1924),  luật sư và chính khách người Áo; người khởi xướng thành lập trường HTBLA Hallstatt
- Otto Hieser (1850–1892), kiến trúc sư theo trường phái Tân nghệ thuật người Áo; mất ở Hallstatt
- Josef Szombathy (1853–1943), nhà khoa học thời tiền sử người Áo; phát hiện ra Vệ nữ Willendorf, người đứng đầu cuộc khai quật trong khu chôn cất.
- Erasmus von Handel (1860–1928), công chức và chính trị gia người Áo; công dân danh dự của Hallstatt
- Heinrich Lissauer (1861–1891), nhà thần kinh học người Đức; mất ở Hallstatt
- Bernhard Faber (1862–1925), thợ mỏ và nhà sưu tập hóa thạch người Áo; mất ở Hallstatt
- Leopold Kober (1883–1970), nhà địa chất và giáo sư đại học người Áo; mất ở Hallstatt
- Friedrich Morton (1890–1969), là một nhà văn du lịch và thám hiểm hang động người Áo; người đã khai quật một khu chôn cất quan trọng từ thời Hallstatt
- Gudrun Baudisch-Wittke (1907–1982), người sáng lập xưởng "Gốm Hallstatt"
- Bela Rabelbauer (1934-), doanh nhân, nhà hoạt động quốc tế gốc Áo-Hung
- Siegwulf Turek (1950-), giám đốc, nhà thiết kế bối cảnh người Áo; người phát triển và thiết kế các sự kiện lớn kể từ năm 1998 ở Hallstatt
- Alexander Binder (1969-), đạo diễn, quay phim và nhà sản xuất phim người Áo.

## Hình ảnh

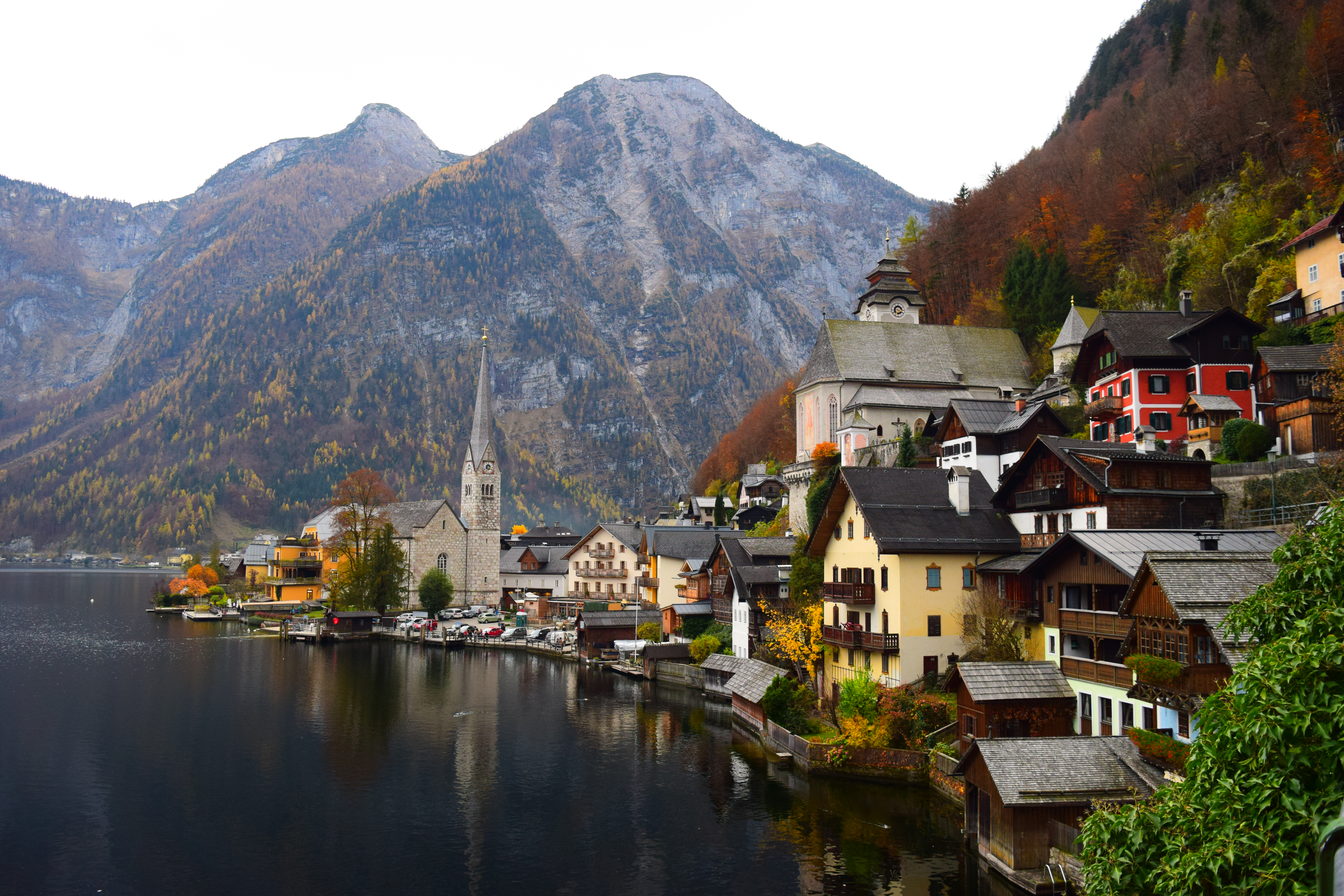
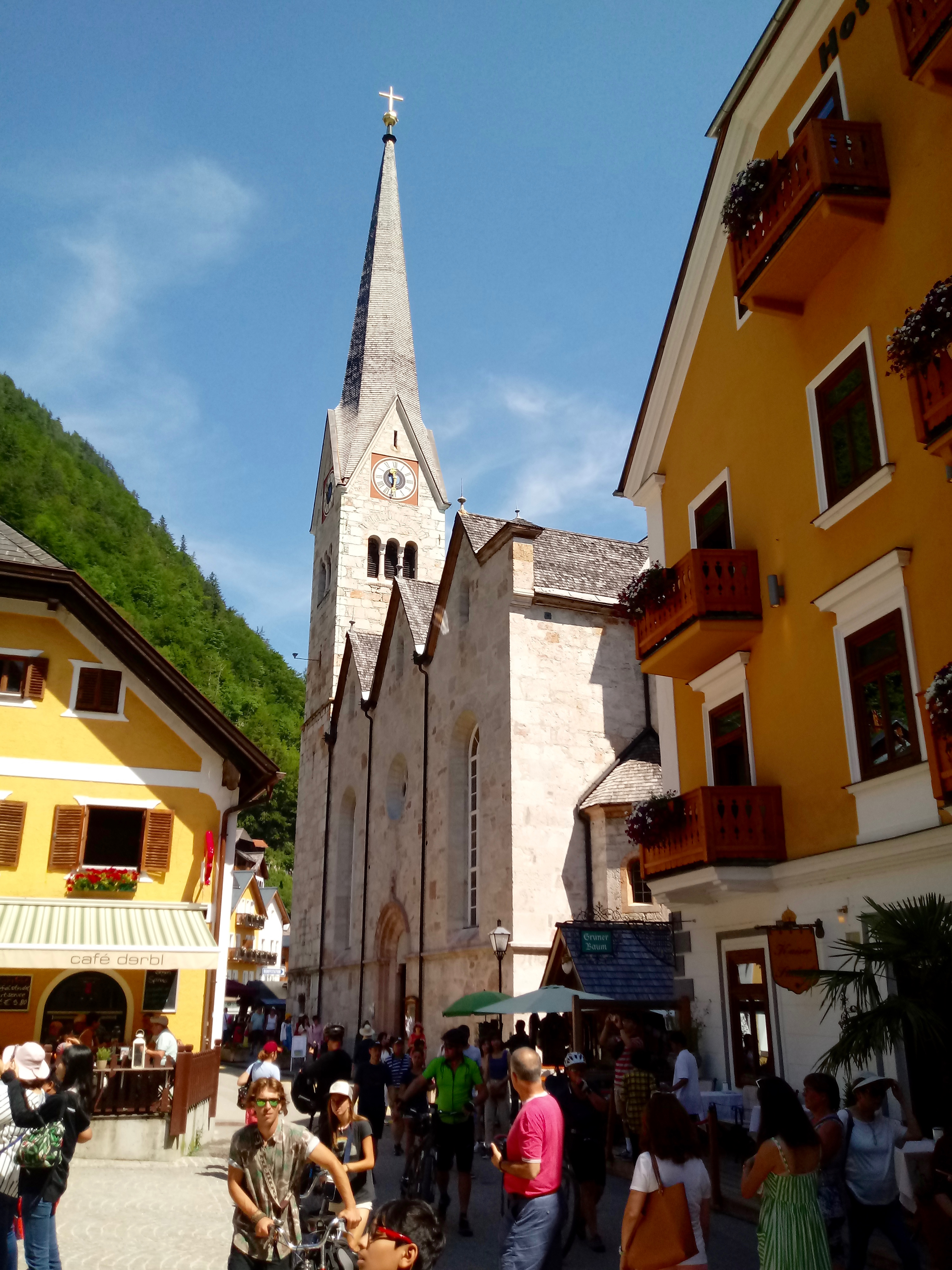
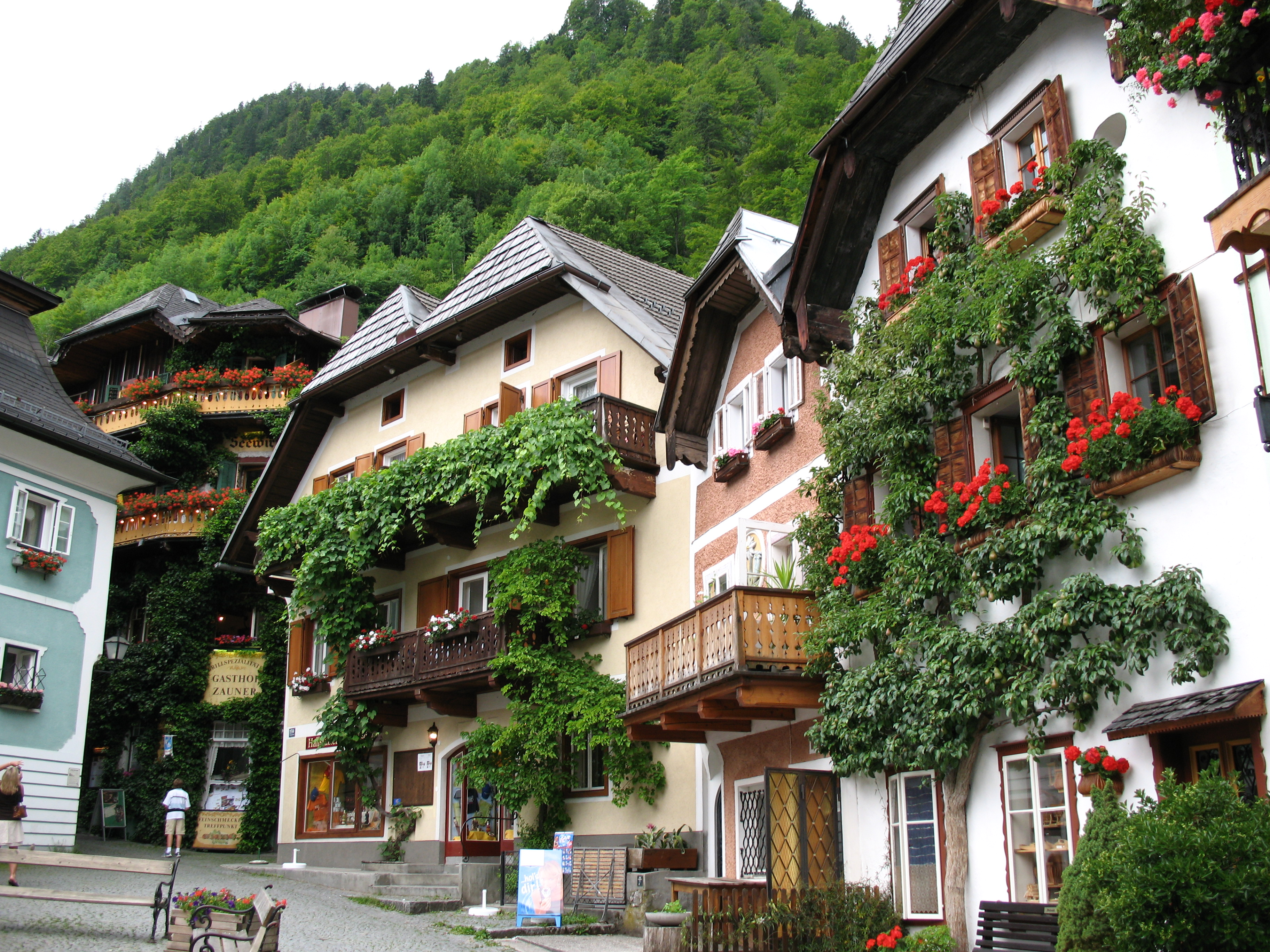
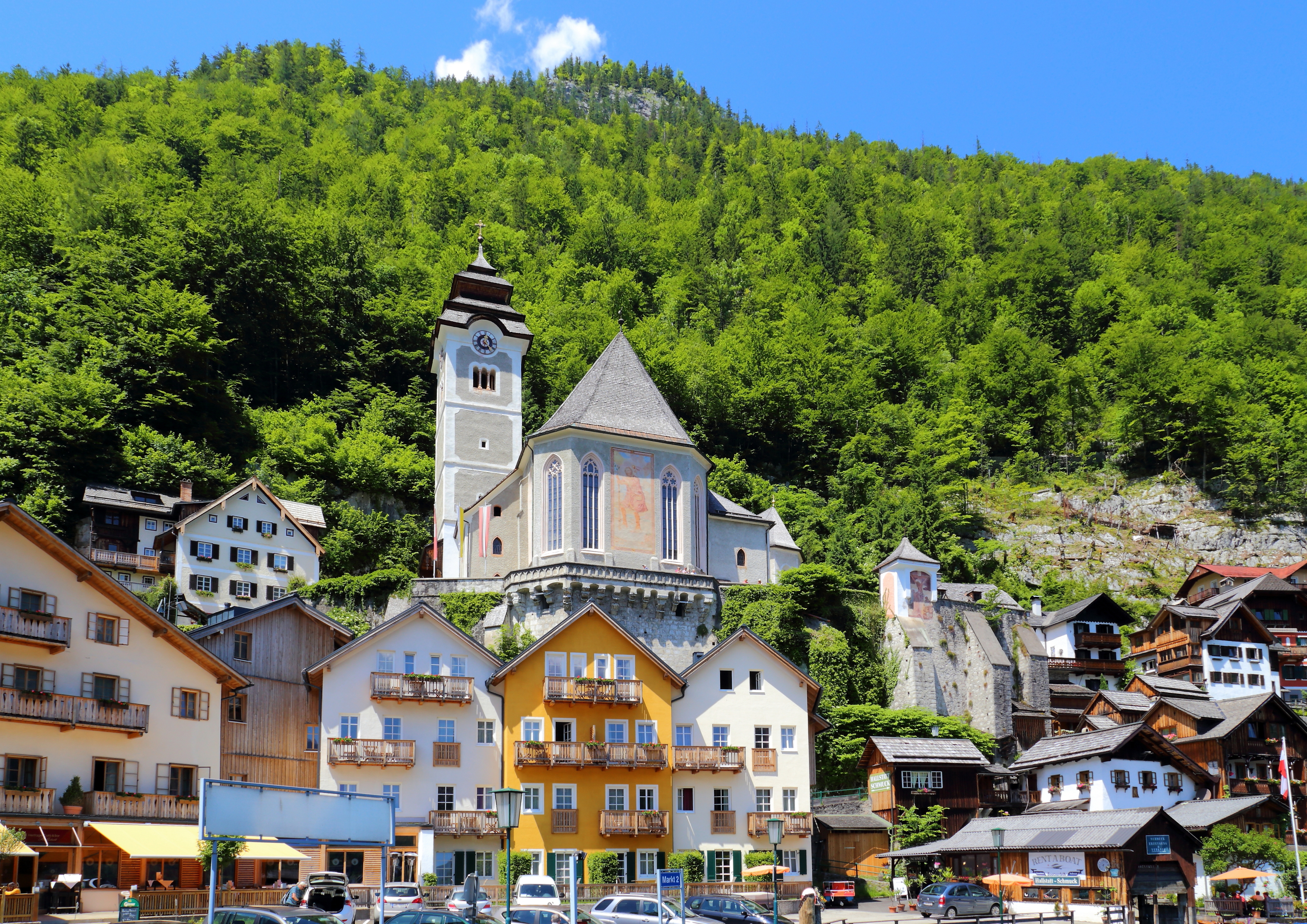
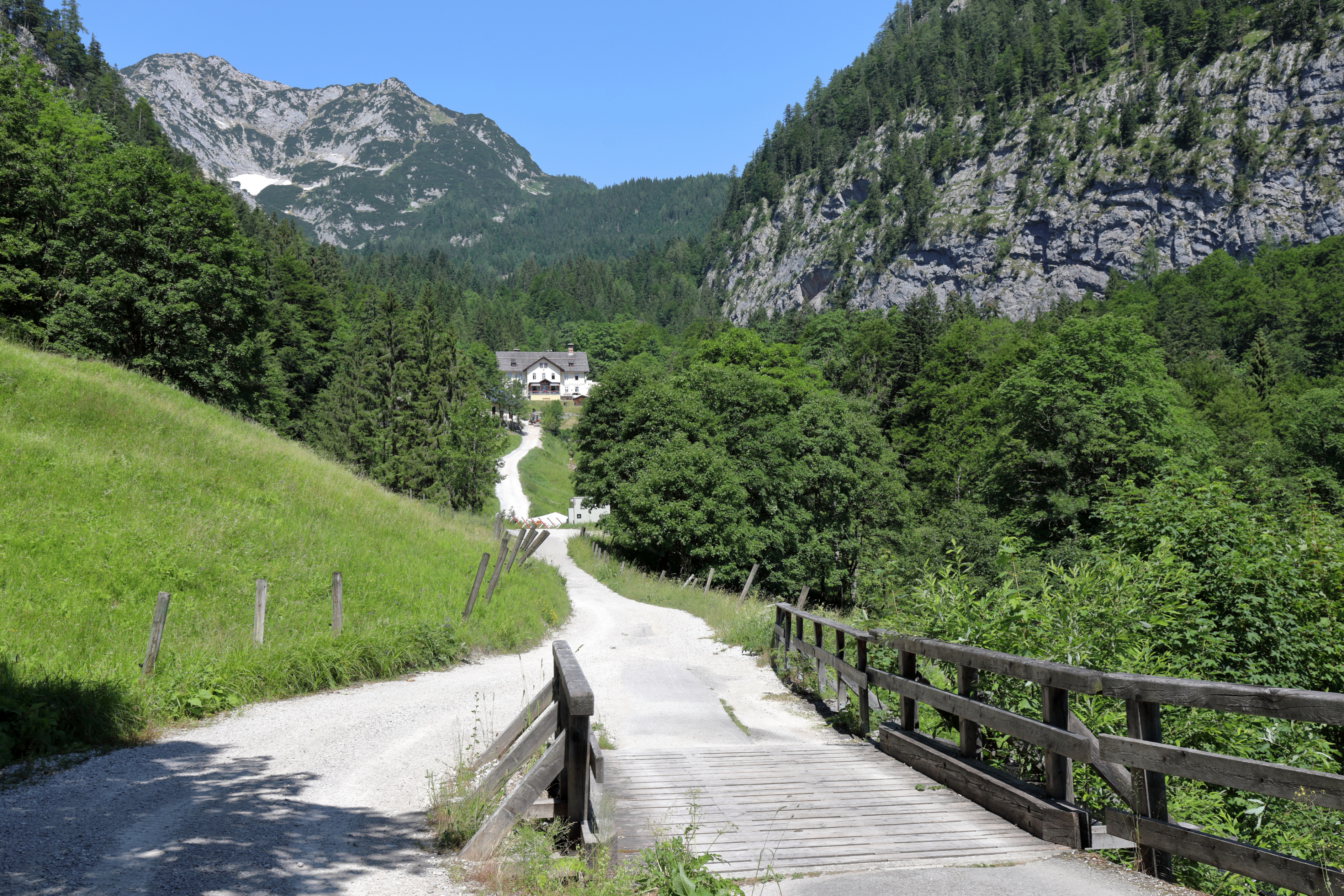
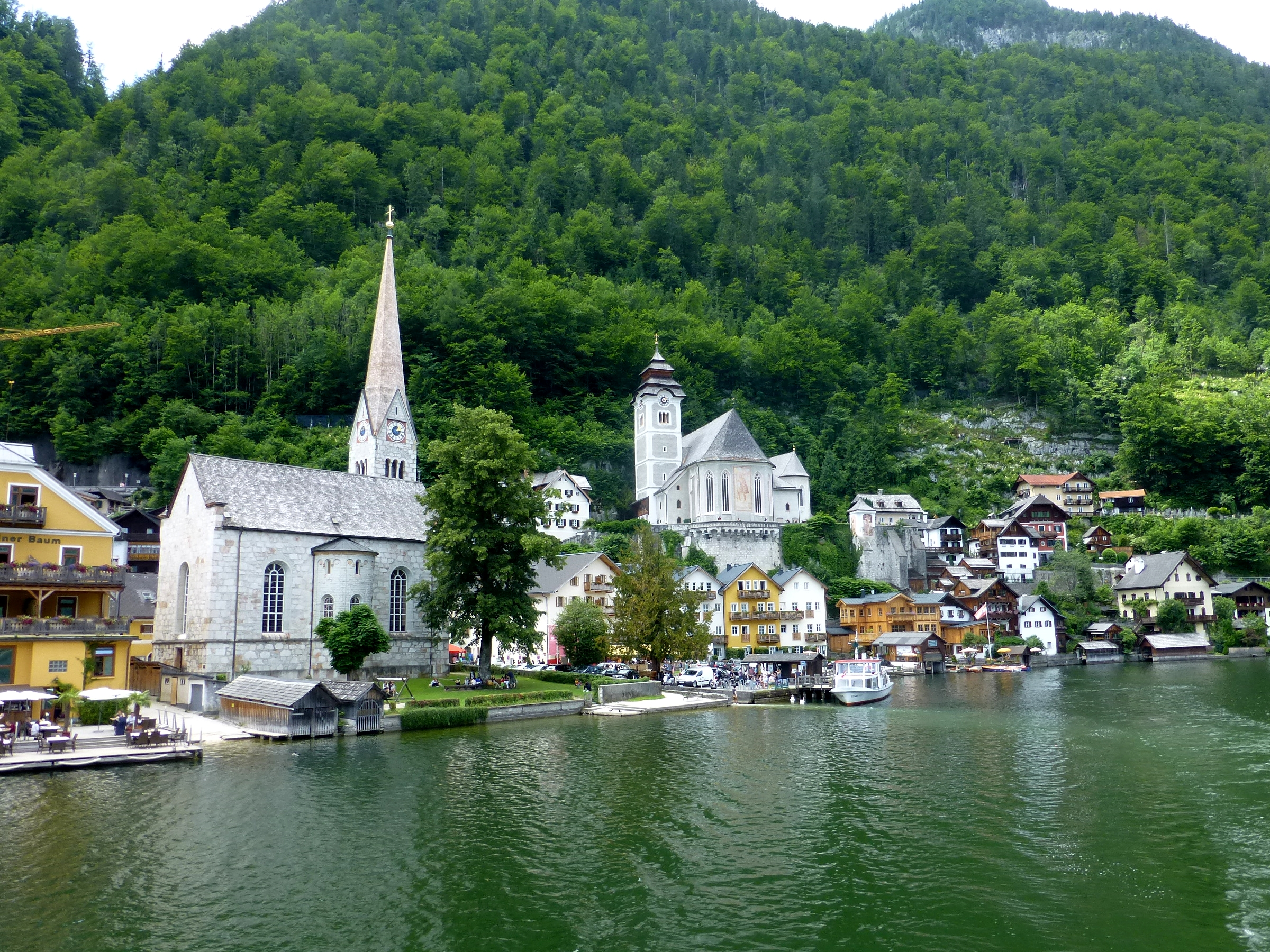
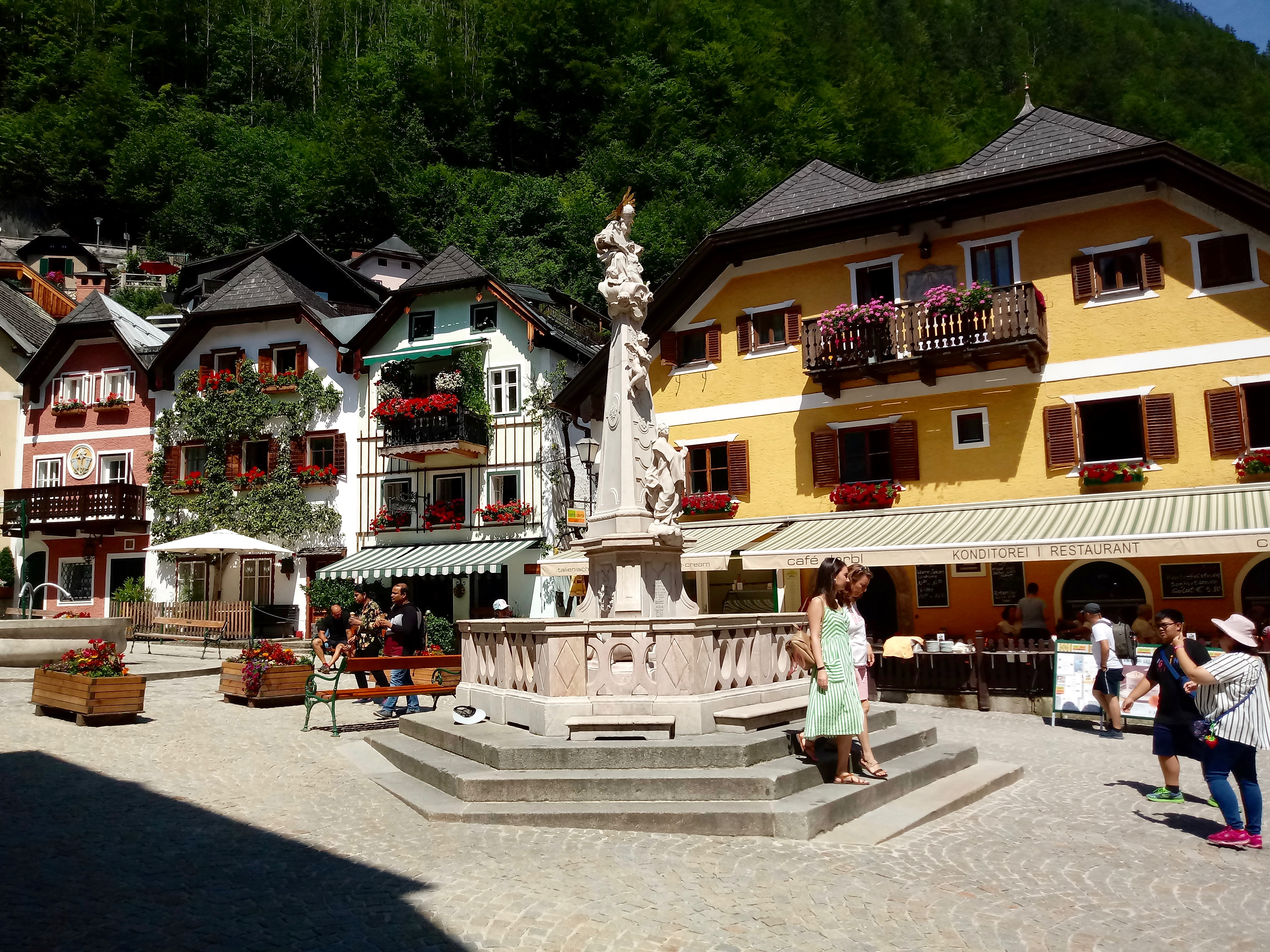
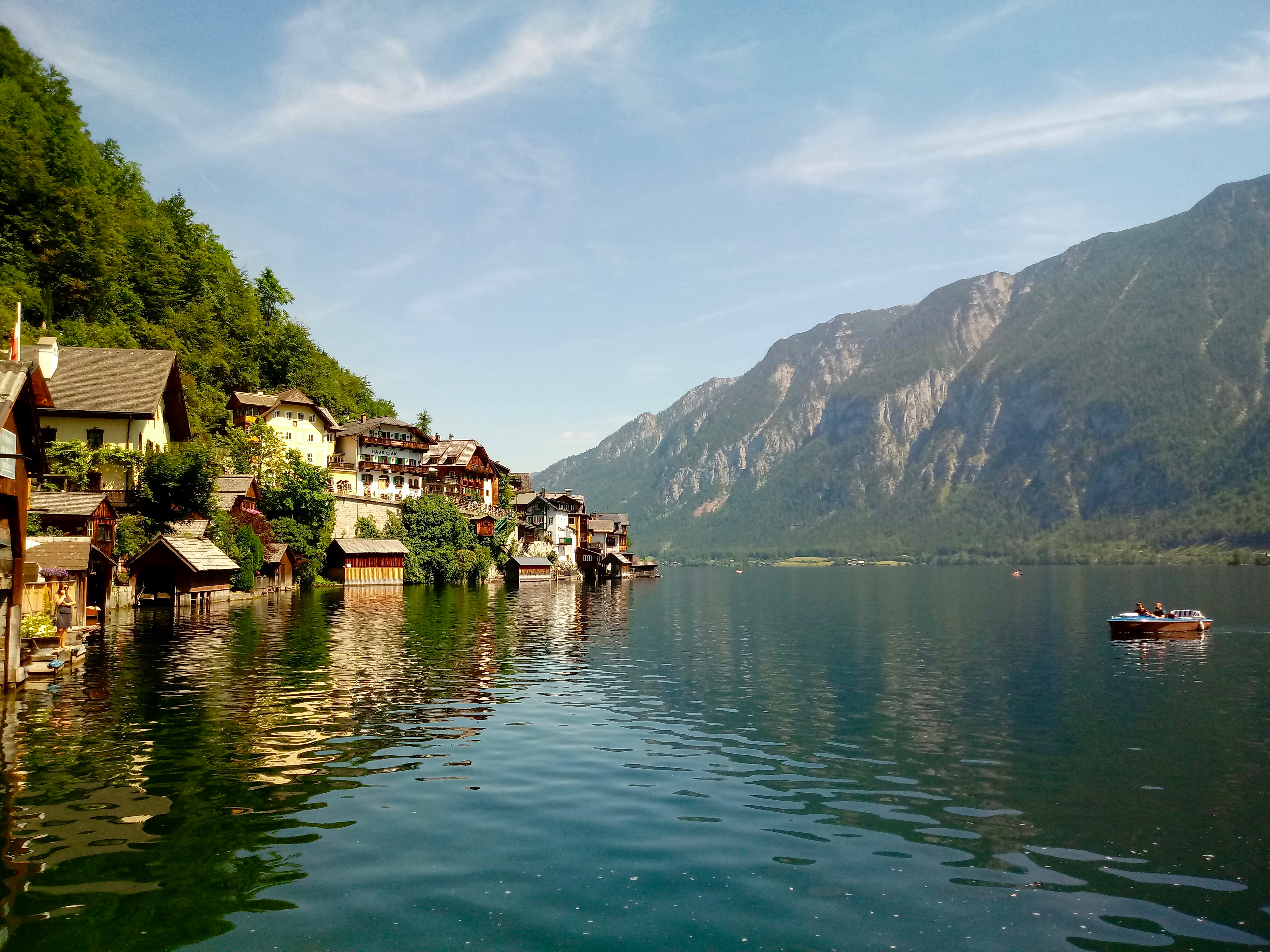
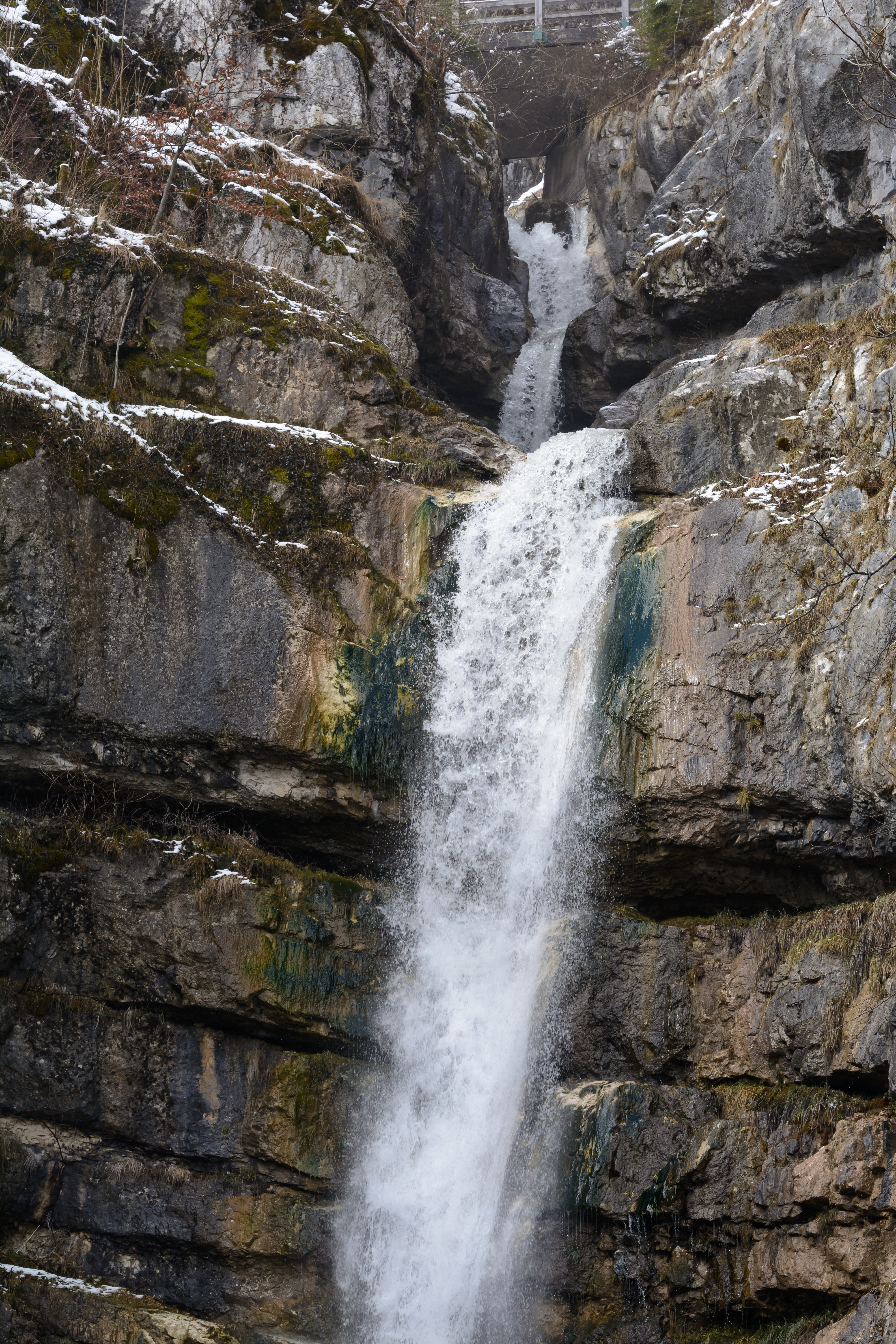
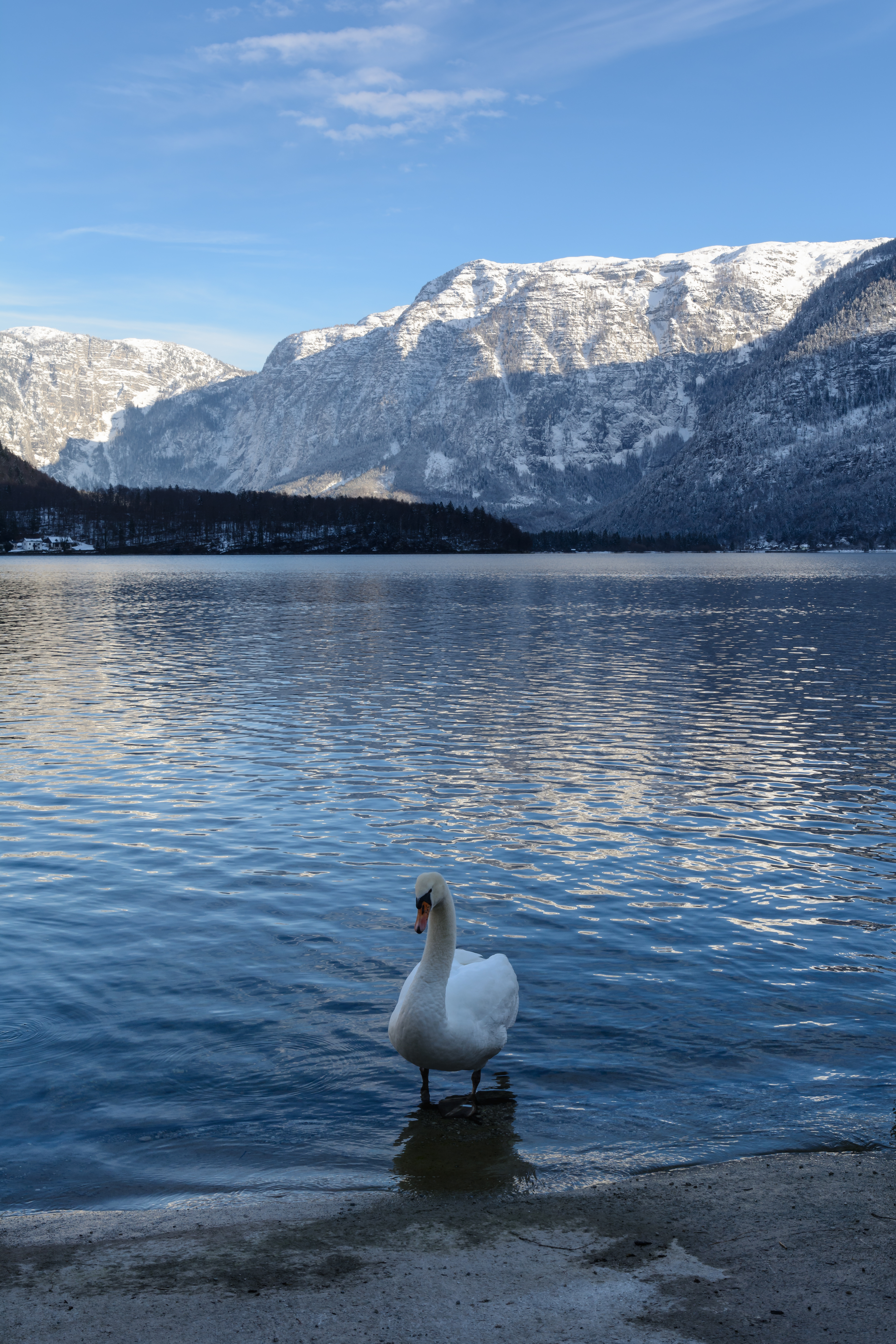